# George Enescu
George Enescu (Liveni, 19 de agosto de 1881 – Paris, 4 de maio de 1955) foi um compositor, violinista, pianista, maestro e professor, proeminente músico romeno do século XX, um dos maiores da sua época.

## Biografia
George Enescu (pronúncia em romeno: 'ʤěor.ʤe e'nes.ku/) desde pequeno expressou sua paixão pela música começou a tocar violino com 4 anos tendo como professor Eduard Caudella. Entre os anos 1888-1894 estudou no Conservatório de Viena, com os professores Joseph Hellmesberger (violino), Robert Fuchs e Sigismond Bachrich entre muitos outros. Os seus concertos nos quais interpretou obras de Johannes Brahms, Pablo Sarasate, Henri Vieuxtemps, Felix Mendelssohn-Bartholdy entusiasma a imprensa e o público, com apenas 12 anos. 

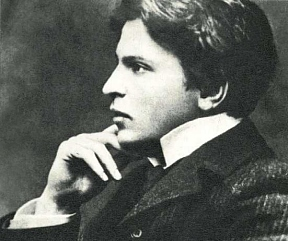
George Enescu

Após a formatura do Conservatório de Viena com uma medalha de prata, prossegue os seus estudos no Conservatório de Paris (1895-99) com os professores para Armand Marsick, André Gedalge, Jules Massenet e Gabriel Fauré. Em 6 de fevereiro de 1898 faz sua estréia como compositor em Conciertos Colonne de París com a sua obra Opus 1, Poema Romeno. Admirado por Elisabeta, rainha da Romênia, foi convidado diversas vezes a tocar suas obras no Castelo de Peles em Sinaia. 
Desde os primeiros anos do século XX, as mais conhecidas composições, são as duas Rapsódias Romenas (1901-02), a Suite nº 1 para orquestra (1903), a sua primera Sinfonía de Madurez (1905), Sete Canções para os versos de Clément Marot (1908).
Seus concertos são dados em muitos países da Europa e acompanhados por pessoas prestigiadas como Alfredo Casella, Pau Casals, Louis Fournier e Richard Strauss. 
Durante a Primeira Guerra Mundial permaneceu em Bucareste e conduzido a Sinfonia nº 9 Ludwig van Beethoven (que era tocada na íntegra pela primeira vez na Romênia), composições de Hector Berlioz, Claude Debussy, Richard Wagner, e também suas próprias composições: Symphony No. 2 (1913), Suíte nº 2 para orquestra (1915). No mesmo ano é a sua primeira edição do concurso de composição que tem o seu nome: George Enescu. 
Depois da guerra, continuou a sua actividade dividida entre Romênia e a França. 
Nos Estados Unidos, liderou as orquestras da Filadélfia (1923) e Nova Iorque (1938). 
Entre os seus alunos estão violinistas, como: Christian Ferras, Ivry Gitlis, Arthur Grumiaux, Ginette Neveu ou Yehudi Menuhin.

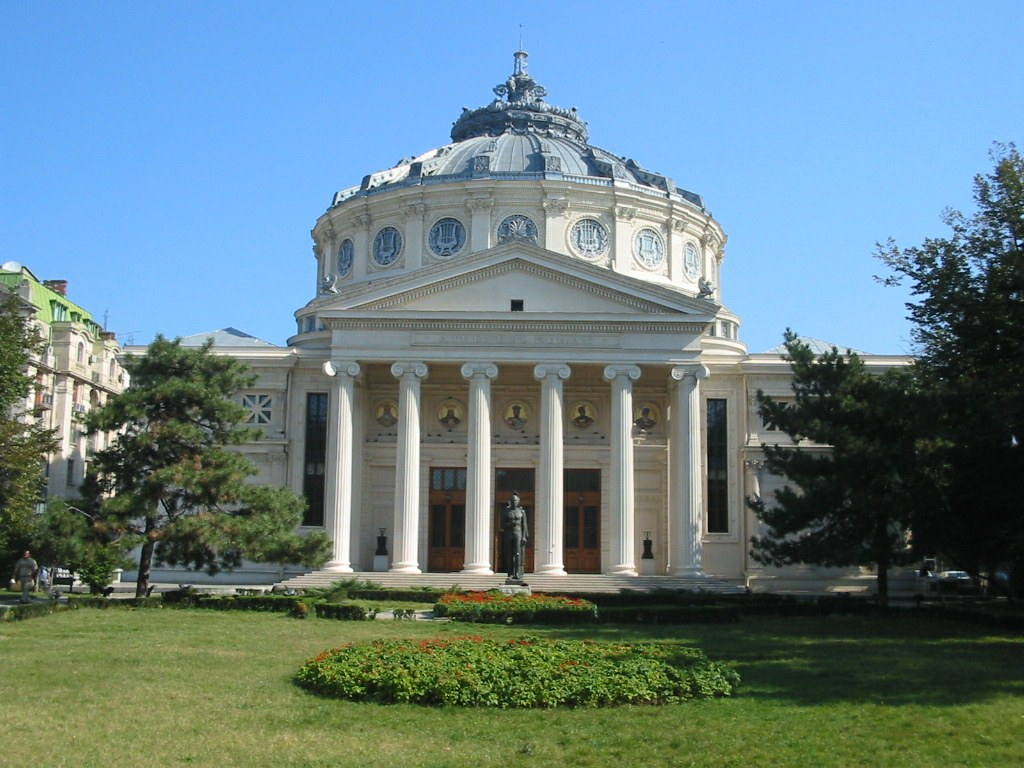
Filarmonica "George Enescu"- Romanian Athenaeum, Bucareste

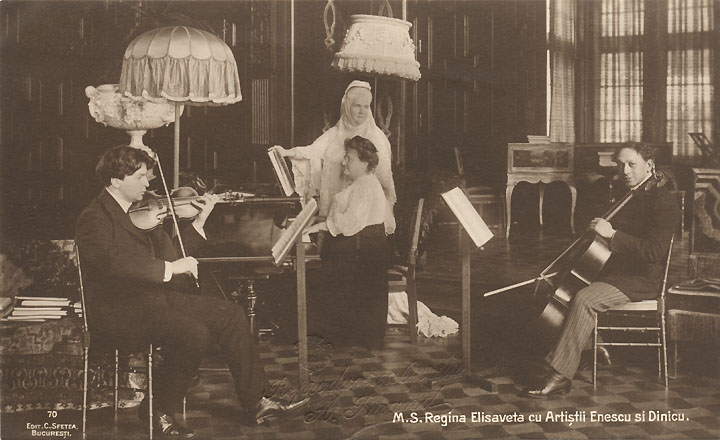
Elisabeth de Wied com George Enescu e Dimitrie Dinicu

### Ópera
- Édipo, tragédia lírica em quatro actos, libretto de Edmond Fleg, op. 23 (1910-1931)

### Sinfonias
- Sinfonia No. 1 em mi bemol maior, op. 13 (1905)
- Sinfonia No. 2 em lá maior, op. 17 (1912-1914)
- Sinfonia No. 3 em dó maior, com coro, op. 21 (1916-1918)

### Orquestral
- Poème Roumaine, suite sinfónica para orquestra, op. 1 (1897)
- Rapsódia Romena No. 1 em lá maior, op. 11 (1901)
- Rapsódia Romena No. 2  em ré maior, op. 11 (1902)
- Suite para orquestra No. 1 em mi bemol maior, op. 9 (1903)
- Suite para orquestra No. 2 em dó maior, op. 20 (1915)
- Suite para orquestra No. 3 em ré maior Suite Villageoise, op. 27 (1937-1938)
- o poema sinfónico Vox Maris (1954)

### Câmara

#### Quartetos
- Quarteto de cordas No. 2 em sol maior, op. 22 (1950-1952)

#### Sonatas
- Sonata para violino No. 1 em ré maior, op. 2 (19??)
- Sonata para violino No. 2 em fá menor op. 6 (1899)
- Sonata para violino No. 3 em lá menor dans le caractère populaire roumain, op. 25 (1926)
- Sonata para violoncelo No. 1 em fá menor, op. 26 (1898)
- Sonata para violoncelo No. 2 em dó maior, op. 26 (1935)

#### Câmara
- Octeto para Cordas, op. 7 (1900)
- Dixtuor em ré maior, para instrumentos de sopro, op. 14 (1906)
- Impressions d'Enfance, para violino e piano, op. 28 (1938)
- Quinteto para piano em lá menor, op. 29 (1940)
- Quarteto para piano No. 2 em ré menor, op. 22 (1943-1944)
- Sinfonia de câmara, para 12 instrumentos, op. 33 (1954)
- Concertstück, for viola e piano (1906)
- Legende, para trompete e piano (1906)
- Cantabile et Presto, para flauta e piano (1904)
- Sept Chansons de Clement Marot, para tenor e piano, op. 15 (1907-1908)

#### Piano
- Suite para piano No. 1 em sol menor, Dans le style ancien op. 3 (1897)
- Suite para piano No. 2 em ré maior, op. 10 (1901/1903)
- Suite para piano No. 3, Pieces impromptues op. 18 (1913-1916)
- Sonata para piano No. 3 em ré maior, op 24 (1933-1935)